# Teodor Finster
Teodor Finster (ur. 5 listopada 1872 w Łodzi) – łódzki fabrykant, właściciel jednej z największych fabryk pluszu w Królestwie Polskim.

## Życiorys
Finsterowie prawdopodobnie przybyli do Łodzi z Bułgarii pod koniec XIX w. Brat Teodora – Reinhold – dołączył do prowadzonej od 1881 przez Juliusza Fiala i Wilhelma Luckera „Łódzkiej Manufaktury Pluszowej”. Po jego śmierci w 1901, Teodor wykupił udziały wspólników i objął kierownictwo nad firmą.
Pod jego kierownictwem, firma, do 1904 produkowała imitacje futer, tkanin pluszowych, meblowych, dekoracyjnych, żakardowych i gobelinowych, stając się jedną największych tego typu fabryk w Królestwie Polskim i pierwszą produkującą plusz w sposób mechaniczny. Kompleks fabryczny pod jego zarządem obejmował przędzalnię, tkalnię, wykończalnię, farbiarnię, wytłaczalnię i drukarnię. Finster zwiększył zatrudnienie fabryki jeszcze przed I wojną światową, zatrudniając łącznie około 450 robotników. Po kryzysie, związanym z wybuchem I wojny światowej, zatrudnienie spadło do 300 pracowników. W latach 1928–1930 Finster zakupił krosna dywanowe i założył firmę „Dywan Wschodni”, zatrudniającą 400 robotników.
W czasie II wojny światowej w Łódzkiej Manufakturze Pluszu i Dywanów Teodora Finstera produkowano głównie koce i sukno mundurowe dla potrzeb armii niemieckiej, a także tkaniny obiciowe, dywany i chodniki dywanowe na papierowych spodach. Załoga liczyła około 900 osób – głównie Niemców. W 1942 w celu uchronienia majątku przed zajęciem przez Niemców, Finster podpisał volkslistę. W styczniu 1945, w związku z wycofywaniem się Niemców z Łodzi, wyemigrował do Czechosłowacji, gdzie zakupił cegielnię w miejscowości Chodová Planá. W 1948 ubiegał się o wydanie tymczasowego, polskiego dowodu osobistego w celu wstrzymania konfiskaty majątku przez władze czechosłowackie.
Po wyjeździe Finstera z Łodzi w 1945, jego fabrykę przejęli polscy robotnicy, tworząc Radę Zakładową i Komitet Zabezpieczenia Fabryki i podejmując się produkcji koców i sukna. W 1946 jego przedsiębiorstwo w Łodzi, formalnie przeszło na własność Skarbu Państwa. Po wojnie funkcjonowało jako Zakłady Przemysłu Jedwabniczo-Galanteryjnego nr 1, następnie Fabryka Pluszu i Dywanów im. Tadka Ajzena, ostatecznie zmieniając nazwę na Fabryka Dywanów Dywilan.
Losy Finstera po 1948 roku pozostają nieznane.

### Pozostała działalność
Uczestniczył w pracach Towarzystwa Popierania Szkół Średnich „Uczelnia”, dzięki któremu powstało w Łodzi pierwsze polskie gimnazjum. Był zawodnikiem wielu zawodów kolarskich, także międzynarodowych, a także prezesem Warszawskiego Towarzystwa Cyklistów w Łodzi (późn. Łódzkie Towarzystwo Kolarskie), członkiem rady Handlowo-Przemysłowego Towarzystwa Wzajemnego Kredytu w Łodzi, rady nadzorczej Banku Udziałowego w Łodzi, Stowarzyszenia Fabrykantów i Kupców miasta Łodzi, Krajowego Związku Przemysłu Włókienniczego i Handlowo-Przemysłowego Towarzystwa Wzajemnego Kredytu.

### Życie prywatne
Jego żoną była Paulina Maria z domu Kraus (ur. 1874). Mieszkali w Łodzi przy ul. Juliusza 28 (późn. ul. Dowborczyków 28) oraz przy ul. Nawrot 28. Finster był ewangelikiem.

## Odznaczenia
- Złoty Medal na targach w Smyrnie (1928)[16],
- Złoty Krzyż Zasługi (1938)[17][18].